# Roodbloeiende framboos
Roodbloeiende framboos (Rubus odoratus) is een soort uit het geslacht braam (Rubus).
Als sierstruik is de plant uitermate geschikt als ondergroei in schaduwrijke situaties. Het heeft wel de neiging tot sterk uitstoelen maar dit is in armere grond beheersbaar.

## Determinatie
De bladeren zijn hartvormig en vijflobbig met spitse, dubbelgezaagde lobben. De loten staan rechtop, bereiken een lengte van 1,0–1,5 m en zijn ongestekeld en klierachtig behaard. De rozerode bloemen hebben een grote (tot 5 cm brede), welriekende bloemkroon. De vrucht is rood, maar wordt in Nederland zelden rijp.

## Verspreiding
Het verspreidingsgebied bevindt zich grotendeels in Noord-Amerika. Daarbuiten wordt de plant als sierstruik gehouden. Vanuit tuinen heeft de plant zich, onder andere in Nederland, weten te verwilderen in de natuur.